# Malattia policistica renale
La malattia policistica renale, meglio nota come rene policistico o anche policistosi renale, è una malattia genetica di tipo cistico. Ne esistono due forme: una autosomica dominante, più comune e tipica dell'adulto, e una autosomica recessiva, più rara e presente nell'infanzia.
La forma autosomica dominante è causata da mutazioni genetiche del gene PKD1 nell'85% dei casi e di PKD2 nel 10-15% dei casi; molto più rare sono invece la forma autosomica recessiva e la nefronoftisi, responsabili di un maggiore tasso di mortalità.
Entrambe le forme possono condurre a insufficienza renale cronica.